# بيت الصبل (النادرة)

تعديل مصدري - تعديل

بيت الصبل هي إحدى قرى عزلة العارضة بمديرية النادرة التابعة لمحافظة إب، بلغ تعداد سكانها 344 نسمة حسب تعداد اليمن لعام 2004.